# Convention éducation prioritaire
Les conventions d'éducation prioritaire sont une politique de discrimination positive menée par l'Institut d'études politiques de Paris qui se base sur la signature de contrats entre Sciences Po et plus d'une centaine de lycées français relevant de l'éducation prioritaire permettant l'aménagement d'une voie d'accès spécifique à Sciences Po pour leurs élèves. Ils ont été mis en place par Richard Descoings. En 2024, le nombre d'admis depuis 2001 s'élève à plus de 2 400.

## Histoire

### Genèse et création (2000)
Richard Descoings accède en 1996 à la direction de l'Institut d'études politiques de Paris. Il souhaite mettre en place une politique de discrimination positive afin de permettre à des publics socialement défavorisés d'accéder à l'Institut. Selon Vincent Tiberj, la création de cette voie d'admission s'inscrit dans le cadre d'un accord avec les syndicats étudiants, contre quoi ceux-ci promettent de ne pas s'opposer trop violemment à la mise en place d'une hausse des frais de scolarité, différenciée selon le niveau de revenu des parents des élèves. La part des élèves boursiers recrutés à Sciences Po par l'examen d'entrée était alors de 3 %, soit bien moins qu'à l'université. Cyril Delhay est chargé de coordonner la mise en place du projet. Il est rejoint par Madni Cheurfa. Ils rendent visites à plusieurs lycées.
L'annonce de la mise en place du programme provoque des débats au sein de l'école : SUD Étudiant soutient le projet, la branche locale de l'Union nationale des étudiants de France accepte le programme « à condition qu'il soit assorti de mesures 'de fond' pour mieux assurer la 'démocratisation' de l'établissement », et l'Union nationale inter-universitaire s'y oppose, considérant qu'il s'agissait d'une rupture de l'égalité au concours. Une association étudiante, appelée La Carmagnole, est créée au sein de l'établissement pour s'opposer au projet.
Sept lycées signent en premier lieu, puis plus d'une cinquantaine, avant d'atteindre la centaine. Des entreprises privées, comme L'Oréal et Deloitte, soutiennent le programme en finançant des actions de préparation au concours par la voie CEP.
Afin d'assurer la pérennité du projet et son caractère inattaquable d'un point de vue juridique, le Parlement vote la loi du 17 juillet 2001 portant diverses dispositions d'ordre social, éducatif et culturel, dont l'article 14 assure à Sciences Po la capacité de modifier les modalités de sélection des candidats. Le Conseil constitutionnel confirme la constitutionnalité du programme.

### Développement (2001-2020)
Les premiers élèves recrutés selon cette procédure commencent leur scolarité à l'école en 2001, et sont alors dix-sept. Leur scolarité est documentée par Virginie Linhart dans un documentaire appelé Court-circuit à Sciences Po. Le programme permet l'augmentation de la proportion de boursiers à l'IEP et ainsi un accroissement de sa diversité sociale.
En 2011, Vincent Tiberj évalue le dispositif en estimant que « les étudiants qui sont passés par cette voie d'entrée ont certes eu plus de difficultés que leurs camarades de classe lors de leur passage à Sciences Po mais, au final, ils ont, pour la très grande majorité, obtenu leur diplôme et occupent désormais des postes classiques pour les anciens ». Les élèves admis par la voie CEP représentent cette année-là 10 % des élèves de première année.
Le programme CEP est imité par l'Institut d'études politiques de Bordeaux. Le programme y porte le nom Je le veux parce que je le peux (JPPJV). Il est mis en place dans la région en 2004. Entre 2006 et 2013, 103 bacheliers ont été admis à l'IEP bordelais à ce titre. D'autres Institut d'études politiques, refusant la mise en place d'une voie spécifique, mettent en œuvre une politique de « tutorat ou [de] préparations renforcées au concours ».
En 2017, le nombre d'admis par la voie CEP depuis 2001 s'est élevé à plus de 1 700.

### Poursuite (2021-...)
Mathias Vicherat poursuit et amplifie la politique d'ouverture sociale de l'école en augmentant le nombre de lycées conventionnés, cherchant à cibler également des lycées péri-urbains. En 2022, la proportion d'élèves issus de la procédure CEP en première année est de 15 %. En 2023, le nombre d'admis par la voie CEP depuis 2011 s'élève à 2 400.

## Description
Le programme Convention éducation prioritaire permet à tout lycée d'être éligible au projet, à condition de remplir trois critères : 
- L'établissement doit être classé en ZEP, en Réseau d'Éducation Prioritaire (REP), en zone sensible ou en zone de prévention de la violence.
- Le lycée doit comprendre une part d'élèves de professions catégories socio-professionnelles « défavorisées » supérieure de 70 % au moins à la moyenne nationale (soit environ 43 % des élèves scolarisés au sein de l'établissement). Selon les données établies par le Ministère de l'éducation, sont compris dans cette catégorie les enfants d'ouvriers qualifiés ou non, ouvriers agricoles, retraités employés ou ouvriers, chômeurs, sans emploi.
- Le lycée doit compter une part d'élèves issus de collèges classés ZEP, REP, en zone sensible ou zone de prévention de la violence supérieure à 60 %.

Les élèves candidats doivent passer deux épreuves qui leur sont propres. La première est un exercice de « revue de presse », sur un sujet qu'ils ont préalablement choisi, et la deuxième est une épreuve orale. Le taux d'admission de la voie CEP est de 25 % en 2023.

## Débats et critiques
Jacques Attali s'est opposé à la mise en place des Conventions éducation prioritaire de l'Institut d'études politiques de Paris, considérant qu'il « fait des élèves des ZEP des étrangers sur le sol français ». Alain Finkielkraut s'est également montré très critique. Dans Portraits d'une France à deux vitesses (2020), un des auteurs se montre critique envers le programme, considérant qu'il s'agit d'un « habillage » permettant de passer sous silence les difficultés académiques des élèves sélectionnés, à l'instar de ce qu'ils considèrent comme étant la baisse du niveau du baccalauréat. Dominique Borne et Pierre Albertini écrivent dans L’École en France, du XIXe siècle à nos jours (2006) que l'« on peut se demander si l’École [Sciences Po] n'a pas trouvé le moyen de se faire de la publicité à peu de frais et de faire oublier, par ce subit affichage d'une conscience sociale, que ses autres recrutements restent très classiquement bourgeois ». Pierre Mathiot soutient que si le constat fait par Richard Descoings d'un déficit d'égalité et chances est juste, le dispositif demeure discriminant car elle crée une voix d'accès différente et préférentielle, et que seul un nombre restreint de lycées, et non tous, est éligible.
En revanche, Ségolène Royal et Jack Lang se sont montrés très favorables au projet, la première considérant que « toutes les grandes écoles devraient imiter Sciences Po ». Nicolas Sarkozy et Xavier Darcos témoignent aussi de leur soutien. Guy Coq fait de la généralisation du programme une de ses Dix propositions pour une école juste (2017). Colette Zytnicki, Anny-Bloch Raymond et Jean-François Berdah écrivent dans D'une frontière à l'autre (2020) que le programme a permis de donner confiance en eux à des élèves défavorisés qui n'auraient pas candidaté si la procédure n'avait pas été en place. Emmanuelle Wargon juge aussi favorablement le programme dans son livre Bienvenue en politique.
Dans Une grande école : pourquoi pas moi ? Le droit au mérite, Fabrice Hervieu-Wane, Chantal Dardelet, et Thierry Sibieude estiment que le programme « a eu le grand mérite d'innover et de lancer le débat public sur cette question de l'ouverture sociale des grandes écoles », mais, selon eux, il « laisse trois questions sans réponses satisfaisantes » : le fait qu'il n'ait pas été adapté par d'autres grandes écoles ; qu'il « s'intéresse aux conséquences inégalités actuelles d'accès aux grandes écoles sans en travailler les causes profondes » ; enfin, qu'il « existe toujours un risque d'étiquetage pour les décideurs, les enseignants et les entreprises [...] On déplace ainsi la sélection à plus tard [...] avec un autre risque pour les élèves eux-mêmes qui, ayant intégré une formation au titre de leur territoire et originale sociale, peuvent se sentir en marge ».
Mathieu Dejean, dans son livre Sciences Po, l'école de la domination, se montre critique et écrit que « semble avoir porté ses fruits, du moins en matière de communication puisque désormais, Sciences Po passe moins pour l'école du gotha que pour l'institution élitiste qui a prôné avant les autres l'ouverture sociale, si minimale soit-elle ».
En 2017, Libération révèle que 40 % des élèves admis par le programme CEP étaient issus des catégories socio-professionnelles les plus favorisées (CSP +).